# Inwestycje długoterminowe
Inwestycje długoterminowe (ang. long-term investments) – obejmują długoterminowe aktywa finansowe (np. posiadane udziały, akcje, obligacje, długoterminowe lokaty bankowe) oraz te nieruchomości i wartości niematerialne i prawne, które nie są użytkowane przez jednostkę, lecz zostały nabyte w celu osiągnięcia korzyści ekonomicznych wynikających z przyrostu ich wartości.